# Сёва (посёлок)
 Сёва  — поселок в Глазовском районе Удмуртии в составе сельского поселения Понинское.

## География
Находится на расстоянии примерно 38 км на север-северо-восток по прямой от центра района города Глазов.

## История
Основан в 1929 году как Сёвинский лесоучасток. Тогда он входил в леспромхоз «Учлеспромхозы». В 1950 году упоминается как посёлок, где было 17 хозяйств и 81 житель, в 1989 году — 364 человека. В декабре 2001 года Афанасьевский леспромхоз, куда тогда входил Сёвинский лесопункт, прекратил работу. В 2002 году леспромхоз обанкротился. В 2006 году посёлок Сёва Афанасьевского района Кировской области был передан в состав Удмуртской Республики.

## Население
Постоянное население составляло 322 человека (русские 100 %) в 2002 году, 198 в 2012.